# Scopula holobapharia
Scopula holobapharia är en fjärilsart som beskrevs av Paul Mabille 1900. Scopula holobapharia ingår i släktet Scopula och familjen mätare. Inga underarter finns listade.